# Galeriegrab Bredelem

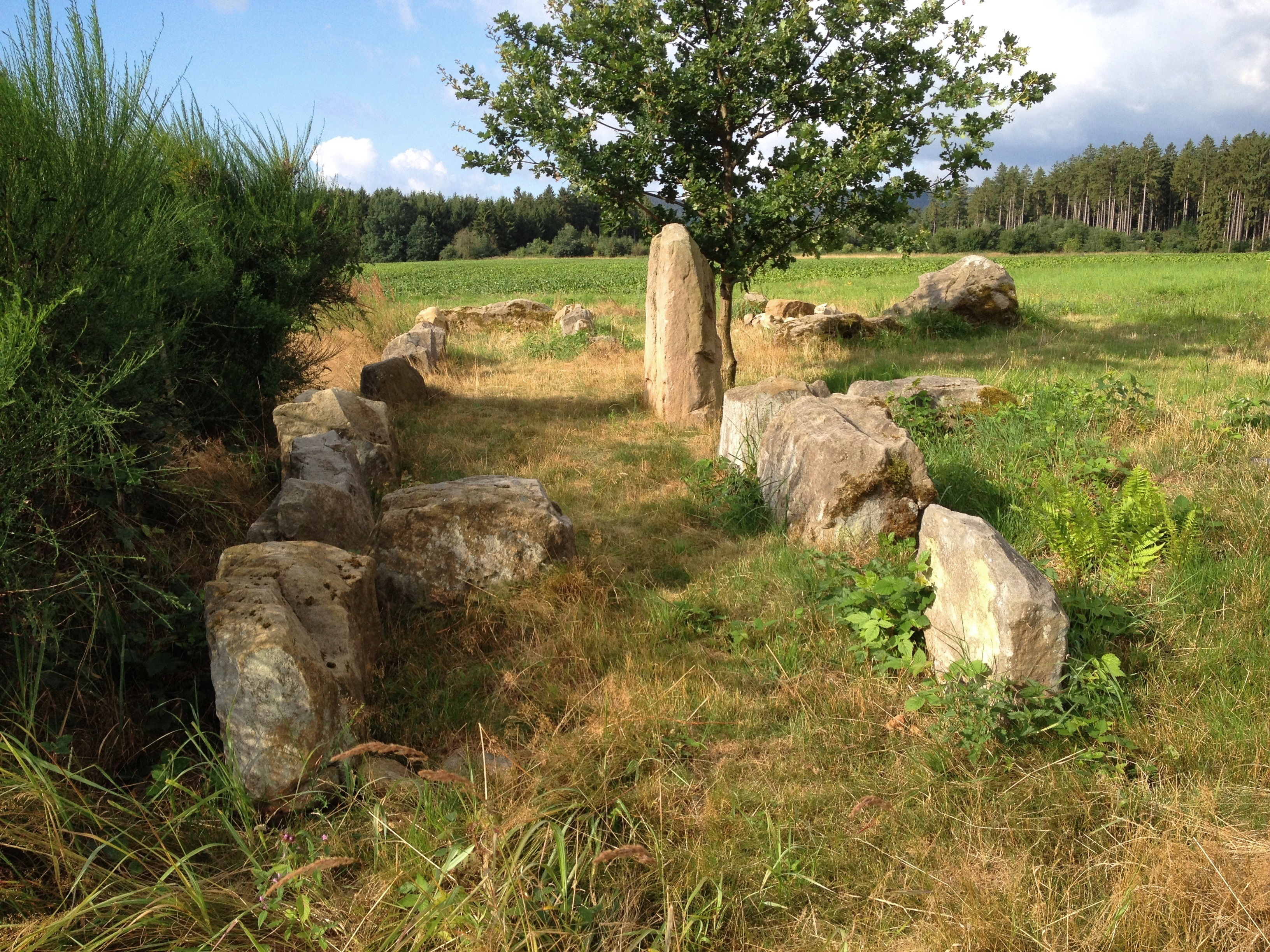
Galeriegrab Bredelem

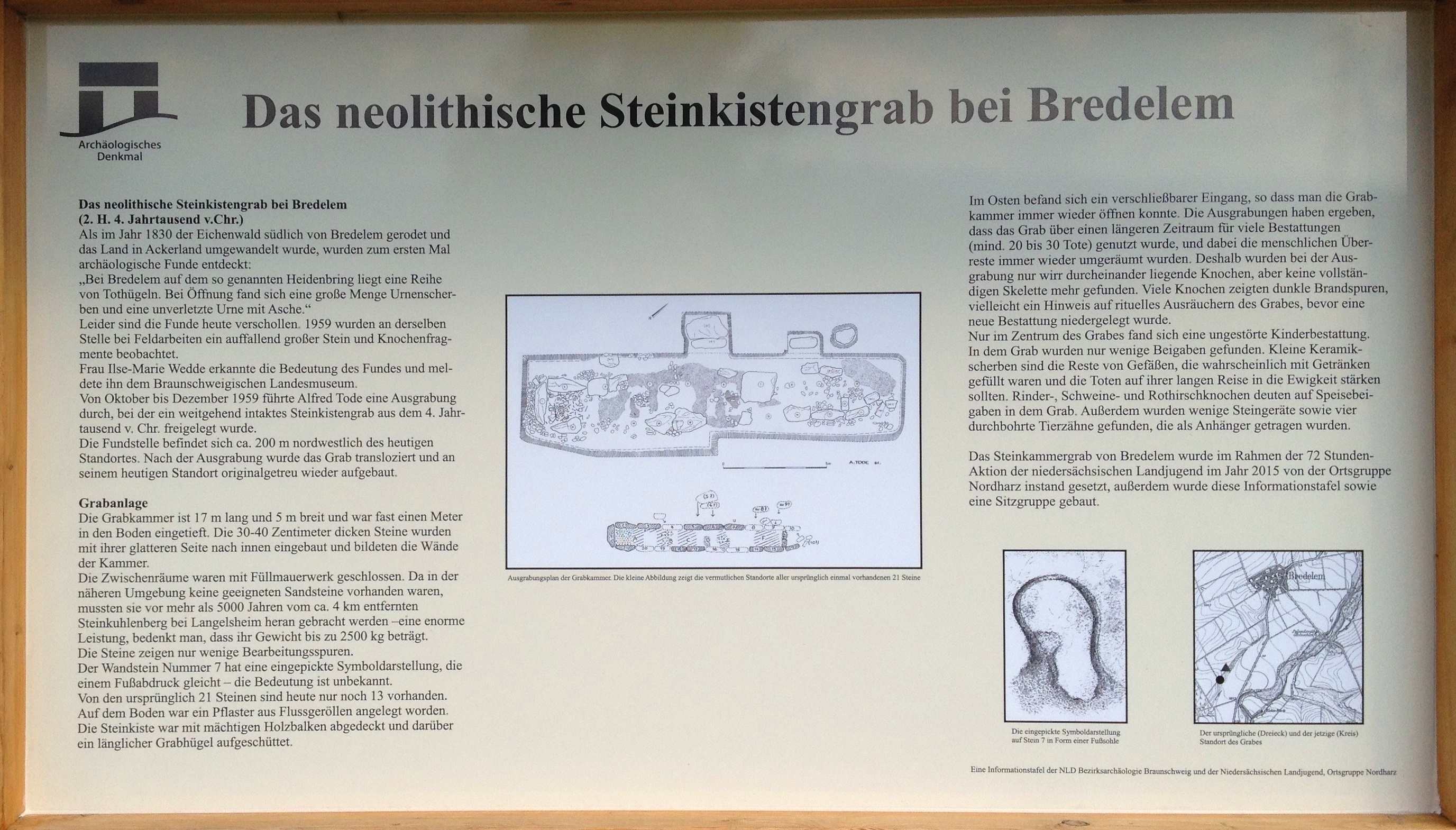
Infotafel von 2015

Das Galeriegrab Bredelem gehört zu jenem neolithischen Typ, der auch als hessisch-westfälische Steinkiste bezeichnet wird und hier und in Teilen Westfalens der Trichterbecherkultur (TBK) zuzuordnen ist.

## Lage
Die etwa 5000 Jahre alte neolithische Megalithanlage liegt zwischen Bredelem und Langelsheim am linken Steilufer der Innerste im Landkreis Goslar in Niedersachsen, ungefähr dort, wo der Fluss die Landesstraße L 515 erreicht. Sie ist eines der sechs Galeriegräber in Niedersachsen und wurde im Jahre 1959 beim Pflügen entdeckt, im selben Jahr von Alfred Tode (1900–1996) ausgegraben und um 200 Meter versetzt wieder aufgebaut.

## Beschreibung

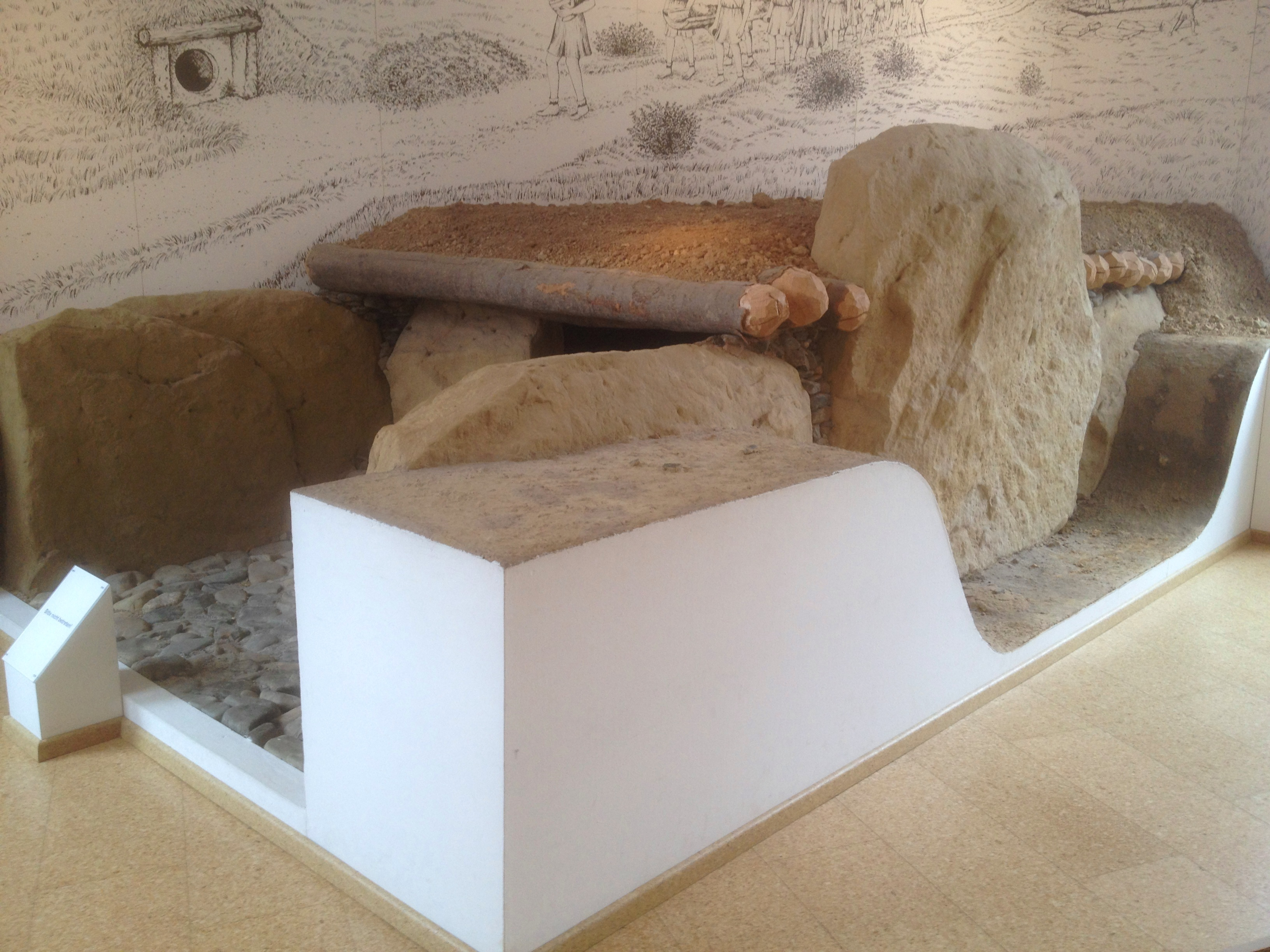
Rekonstruktion im Braunschweigischen Landesmuseum Wolfenbüttel

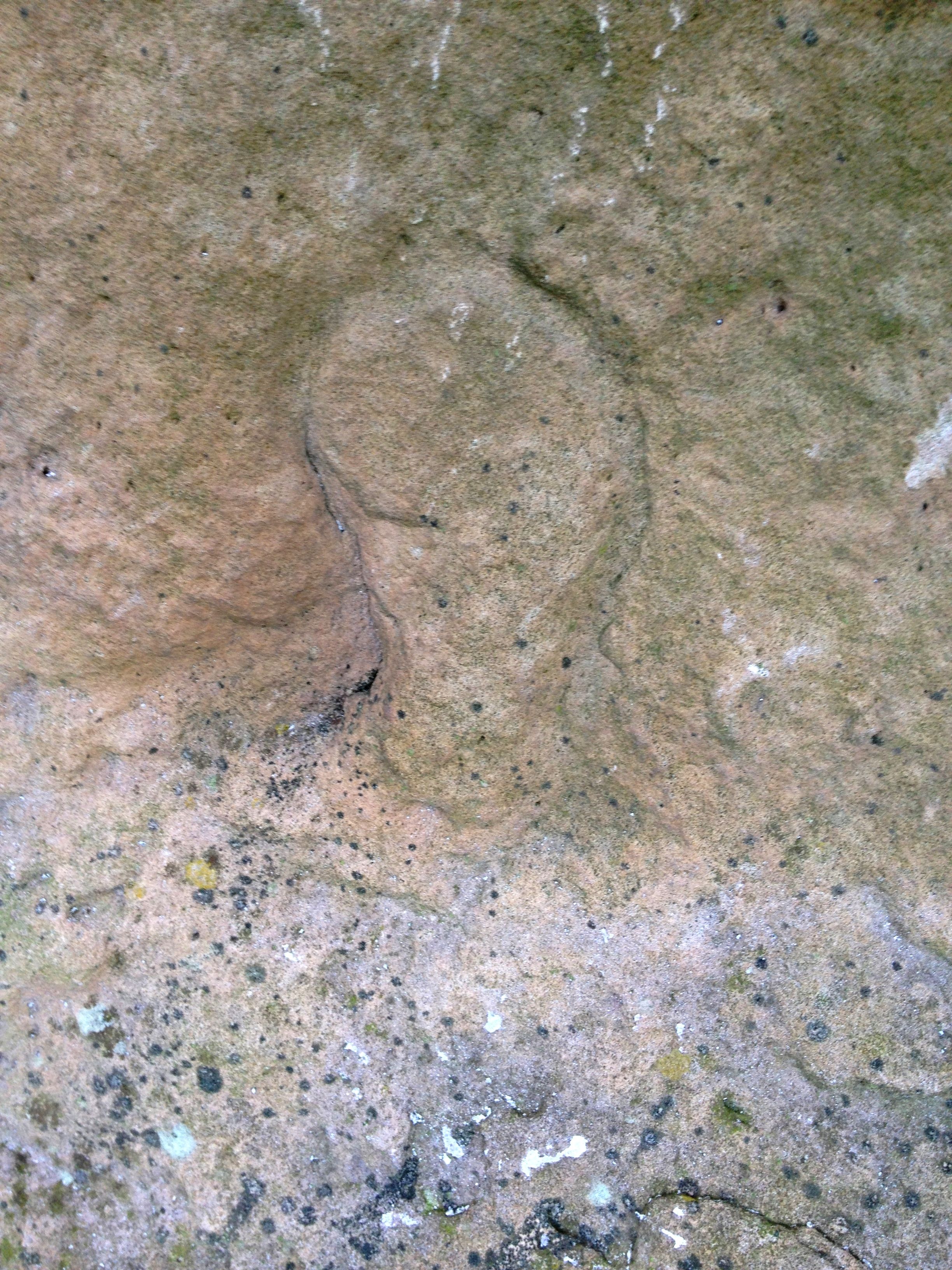
Fußsohlenförmige Ritzung im Stein Nr. 7 (verbauter Menhir)

Die aus großen Sandsteinen gebaute Kammer hat eine Länge von knapp 14,5 Meter und eine Breite von 1,6 bis 1,7 Meter. Die Steine der Längsseiten sind nicht mehr vollzählig, denn es fehlen sieben. Der Endstein an der Südwestseite wurde in situ vorgefunden. Der Zugang zur Kammer erfolgte über einen kurzen, antenartigen Vorraum, der durch den eingerückten Türstein am Nordostende erkennbar ist. Der Boden war mit einem Rollsteinpflaster versehen. Eintiefungen in den Boden quer zur Längsrichtung der Grabkammer werden von Tode als Standspuren früher vorhandener Trennsteine gedeutet. Einen Hinweis auf die Art des Ausbaus der Decke gibt es nicht. Eine 17 Zentimeter lange Einmeißelung, die dem Umriss eines Fußes ähnelt, ist auf der Außenseite eines der seitlichen Tragsteine zu erkennen. Der prähistorischen Wissenschaft sind solche Zeichen bekannt.
Bei dem Tragstein mit der Fußdarstellung handelt es sich um einen Menhir, der im Galeriegrab verbaut worden war.
Die Ausgrabung förderte trotz einer Störung noch die Skelettteile von mindestens 51 Individuen zutage. Weitere Funde waren schlecht bestimmbare Keramikscherben, Steinwerkzeuge, Tierknochen und -zahnanhänger sowie Feuerstellen.